# Smarków (Święty Krzyż)
Smarków is een plaats in het Poolse district  Konecki, woiwodschap Święty Krzyż. De plaats maakt deel uit van de gemeente Stąporków en telt 410 inwoners.